# سونيك جامب فيفر
سونيك جامب فيفر (بالإنجليزية: Sonic Jump Fever)‏، هي لعبة منصات، صدرت اللعبة في المتاجر الإلكترونية سنة 2014، وتعمل على منصتي أنظمة آي أو إس التابعة لشركة آبل وأندرويد التابعة لشركة غوغل الأمريكيتان.

## روابط خارجية
- سونيك جامب فيفر على موقع Google Play (الإنجليزية)